# Walter Filz
Walter Filz (* 18. August 1959 in Köln) ist ein deutscher Autor und Journalist.

## Leben
Walter Filz hat sich seit 1983 als Autor und Kulturjournalist für Hörfunk und Fernsehen einen Namen gemacht. Er promovierte 1988 an der Universität Köln mit einer Arbeit über Elemente des Märchens in der deutschen Literatur der 70er-Jahre.
Er wurde 1991 mit dem Prix Futura in der Kategorie Feature für seine WDR-Produktion Zur Ästhetisierung des Katzenfutters im ausgehenden 20. Jahrhundert ausgezeichnet. 1999 gewann er den Publikumspreis Lautsprecher der Berliner Akademie der Künste für das Hörspiel Resonanz Rosa. Eine Frau hört mehr. Für sein Hörspiel Pitcher (WDR 2000) über einen Synchronsprecher und einen Sound-Designer erhielt er den renommierten Hörspielpreis der Kriegsblinden. Sein Beitrag zum 85. Geburtstag von Sam Walton, dem Begründer der Wal-Mart-Kette, wurde 2004 in der Hörfunk-Kategorie Kurzbeitrag mit dem Ernst-Schneider-Preis der Deutschen Industrie- und Handelskammern ausgezeichnet. 2006 erhielt er für seinen Beitrag Kriegen und Haben. eBay – oder: Wie wild wird der Warentausch? den Ernst-Schneider-Preis in der Kategorie Hörfunk/Große Wirtschaftssendung.
Ab Juli 2005 leitete Walter Filz die Redaktion Literatur und Feature bei SWR 2. Am 1. Januar 2017 hat er die Gesamtleitung der beiden zuvor getrennten Redaktionen Hörspiel und Feature übernommen. Bis 2025 leitete der die Abteilung Künstlerisches Wort zu der Hörspiel, Feature, Literatur, Modernes Leben und Künstlerische Produktion gehören. 2021 wird ihm der Axel-Eggebrecht-Preis für sein Gesamtwerk im Bereich des Radiofeatures zuerkannt.
Walter Filz ist mit der Unternehmensberaterin und Kommunikationstrainerin Antje Kamphausen verheiratet.

## Auszeichnungen
- 1999 Hörspielpreis der Akademie der Künste für Resonanz Rosa. Eine Frau hört mehr, WDR
- 2001 Hörspielpreis der Kriegsblinden für Pitcher, Hörspiel, WDR
- 2003 Ernst-Schneider-Preis für Stichtag: 85. Geburtstag Sam Walton, Kurz-Feature, WDR
- 2005 Ernst-Schneider-Preis für Kriegen und Haben. eBay – oder: Wie wild wird der Warentausch?, NDR/SWR/WDR
- 2005 Hörspiel des Monats Juni für Spekulation Sommer – Eine Dokumentar-Tragödie, SWR/NDR
- 2012 Hörspiel des Monats Januar für Pieta Piëch. Ein Dokumentarpassionsspiel, SWR
- 2021 Axel-Eggebrecht-Preis für das Gesamtwerk

## Werke
Print
- Es war einmal. Elemente des Märchens in der deutschen Literatur der siebziger Jahre. Frankfurt/M. [u. a.]: Lang, 1989. ISBN 3-631-41484-6 (Univ. Köln, Diss. 1988)
- Der Affe zu Köln. Oder: Petermanns Rache. Greven, Köln 2010, ISBN 978-3-7743-0470-3.[1]
- und Boris Becker (Fotografien): Es ist noch Känguruschwanzsuppe da. Die Wahrheit über den Kölner Karneval aufgrund der Beweismittel meines Vaters. Greven, Köln 2019, ISBN 978-3-7743-0683-7.

Hörfunk
- 1990 Zur Ästhetisierung des Katzenfutters im ausgehenden 20. Jahrhundert, WDR
- 1991 Der Kampf, der Mensch, seine Fragen und ihre Antworten. Ein Dokumentationsmelodram zur theatralischen Dimension des Quiz, WDR/NDR
- 1991 Kein Requiem für Captain Kirk. Über die Beharrlichkeit der Zukunft von gestern, WDR
- 1992 Prothesenläufer. Next Generation, WDR
- 1992 Ruhig Blut. Aktuelle Rezeptidee, WDR
- 1993 Ach wär die Welt doch ganz vertuppert. Von der utopischen Kraft der Frischhaltung, DS-Kultur
- 1993 Akne 2000. Die Zukunft ist ein Hautproblem, WDR
- 1993 Red schneller Liebling! oder die Zentrifugalkraft der Bedeutung, WDR
- 1994 Die Farben des Fleisches. Ein Parteienlandschaftsbild, WDR/SWF/ORB
- 1994 Echtzeit. Oder: Wie E-Gitarren uns wiedervereinen. Ein Feature zum neudeutschen Rock’n’Roll-Fundamentalismus, DLR
- 1995 Central Park oder Die leere Mitte, DLR/WDR
- 1995 Kein Requiem für Captain Kirk. Über die Zähigkeit der Zukunft von gestern. Remix 95, WDR
- 1995 Lost in the Supermarket Oder: Die letzten Tage Europas, WDR
- 1995 Wortfeldjäger: Zwischen Rausch und Rauschen, SWF
- 1996 Apokalypse H0. Der etwas kleinere Weltuntergang, WDR
- 1996 Desert Boom. Die Wüste brummt, WDR/DLR
- 1996 Die Sachensammlung Oder: was meine Elter von Yves Klein empfohlen hätten, DLR
- 1997 Die Lauschangreifer, WDR
- 1997 Nicht ohne meinen Geheimtip. Eine Pauschalabrechnung mit dem Individualtourismus, WDR
- 1997 Wortfeldjäger: Total vokal. Stimmen über Stimmen, SWF
- 1999 Der Klang des Jahrhunderts, WDR
- 1998 Die Formel des Bösen – Stephen King, WDR
- 1998 Die Lauschangreifern helfen Dir, WDR
- 1998 GAK, WDR
- 1999 Master’s Voices. Stimmen aus dem Off, DLR
- 1999 Resonanz Rosa. Eine Frau hört mehr, WDR
- 1999 Vox Zombie. Wir hören die Stimmen der Toten, Live-Radio-Feature, WDR
- 2000 Pitcher, Hörspiel, WDR
- 2001 Herzarchiv, WDR
- 2001 Triple Trauma – Drei Monster (Trilogie aus: 1. Kong konkret – Der Affe in echt, 2. Godzilla generell – Die Echse im allgemeinen, 3. Hai holistisch – Der Fisch im ganzen), WDR
- 2002 Affen. Unartig. Wilde Jahre einer haarigen Spezies, DLF
- 2002 Bitte folgen! Ein interpassives Schattenspiel, WDR
- 2002 Tokyo Tremor. Eine Nervenuntersuchung, WDR[2]
- 2003 Globale Trojaner Oder: das Container-Risiko, WDR
- 2003 Hausmannskost EXTREM – Ein bizarres Menü in vier Gängen, DLF
- 2003 Rebecca und Youssef – Eine Schalom-Salam-Peace-Power-Rock-Oper, WDR
- 2003 Stichtag: 85. Geburtstag Sam Walton, Kurz-Feature, WDR
- 2004 Das Reden der Rechner. Eine Science-Fiction-Geschichte des sprechenden Computers, DLF
- 2004 Die zweite Direktive. Eine verschwörungspraktische Suggestion, WDR
- 2004 Gesundheitshinweise (Wurfsendungen), DLR
- 2004 Sexy Stereo (Wurfsendungen), DLR
- 2004 Schrägstrich: Die Geduld der Maut-Tiere, WDR
- 2005 10 plus – Die Jubiläumsgeneration, WDR
- 2005 Heimweh nach Glottertal "Die Schwarzwaldklinik" kehrt zurück, DLR
- 2005 Kriegen und Haben. eBay – oder: Wie wild wird der Warentausch?, NDR, SWR, WDR
- 2005 Plopp oder Das Geräusch der Nähe – Ein Panorama des privaten Features, SWR
- 2005 Red kein Blech! Oder: die Stimme der Androiden, DLR
- 2005 Spekulation Sommer – Eine Dokumentar-Tragödie, SWR/NDR (über Ron Sommer)
- 2006 Auf Wiedersehen in Babylon oder die Utopie der Kunstsprachbauten, SWR
- 2006 Die Halbwertzeit des Pathos – Eine atomzeitgenössische Rhetorik-Revue, SWR
- 2006 Die mechanische Seele. Japans menschelnde Roboter, WDR
- 2007 Ruhestörung. Eine Revue als den Flegeljahren der Republik, SWR
- 2008 Weltempfänger – Eine Radio-Reise-Revue, SWR
- 2011 Fuji 2D – Wir machen uns ein Japanbild, SWR
- 2012 Pieta Piëch. Ein Dokumentarpassionsspiel, SWR
- 2014 Irrealis Futur II – Es würde geschehen sein. Eine Revue künftiger Zeitenwenden, SWR
- 2018 Akte 88. Die 1000 Leben des Adolf Hitler (gemeinsam mit Michael Lissek) 1. Staffel (10 Teile), SWR
- 2019 Akte 88. Die 1000 Leben des Adolf Hitler (gemeinsam mit Michael Lissek) 2. Staffel (10 Teile), SWR
- 2021 Akte 88. Die 1000 Leben des Adolf Hitler (gemeinsam mit Michael Lissek) 3. Staffel (10 Teile), SWR
- 2022 Peak Meat - Die Fleischkriege (im Rahmen des Gemeinschaftsprojekts von ARD und Deutschlandfunk 2035 - Die Zukunft beginnt jetzt), SWR
- 2024 Was ist das denn für ein Ton? Eine Science-Fiction-Retro-Revue, SWR
- 2025 Der Untergang des Hauses nach Edgar Allen Poe, SWR

Fernsehen
- Kulturkorrespondent in Parlazzo, Medienshow im WDR, Moderation: Anne Will (1996–1998)
- Oh Gott, es lebt. Das Jahrhundert der Roboter, Fernseh-Feature, WDR 2001
- Doppelporträt Helmut & Helmut (Helmut Kohl & Helmut Thoma 1982–1998), Fernseh-Feature 2002
- Generation Pop 2/4 – Sanftes & Samtcord, WDR 2004